# جوليان دورانفيل
جوليان دورانفيل (مواليد 5 مايو 2006) هو لاعب كرة قدم بلجيكي يلعب في مركز المهاجم في نادي بوروسيا دورتموند.

## روابط خارجية
- جوليان دورانفيل على موقع الاتحاد الأوربي (الإنجليزية)
- جوليان دورانفيل على موقع قاعدة بيانات كرة القدم.إي يو (الإنجليزية)
- جوليان دورانفيل على موقع Soccerway.com (الإنجليزية)
- جوليان دورانفيل على موقع عالم كرة القدم.نت (الإنجليزية)